# Nieuwe Gentweg
De Nieuwe Gentweg is een straat in Brugge.

## Beschrijving
In 1398 werd voor het eerst de Nieuwe Gentweg vernoemd, duidelijk in parallel met de Oude Gentweg. Die Nieuwe moest er toen al wel een tijdje zijn, want in 1332 al had men het over de Oude Gentweg. De straten waren belangrijke verbindingswegen om van het centrum naar de Gentse baan te gaan.
Ze vertrokken allebei aan de Ankerplaats, maar de nieuwe straat liep wel enigszins afwijkend uit, zodat ze op een bepaald punt van het traject een bocht moest nemen om op hetzelfde punt uit te komen, namelijk de Gentpoort.
De bocht in de Nieuwe Gentweg had als gevolg dat dit van daar af als een andere straat werd aangevoeld, die begin 19de eeuw werd omgedoopt tot Gentpoortstraat.
De huidige Nieuwe Gentweg loopt dan ook van de Katelijnestraat naar de Gentpoortstraat.

## Bekende bewoners
- Leopold De Schepper
- Christine D'haen
- Joseph Henri Van Den Daele

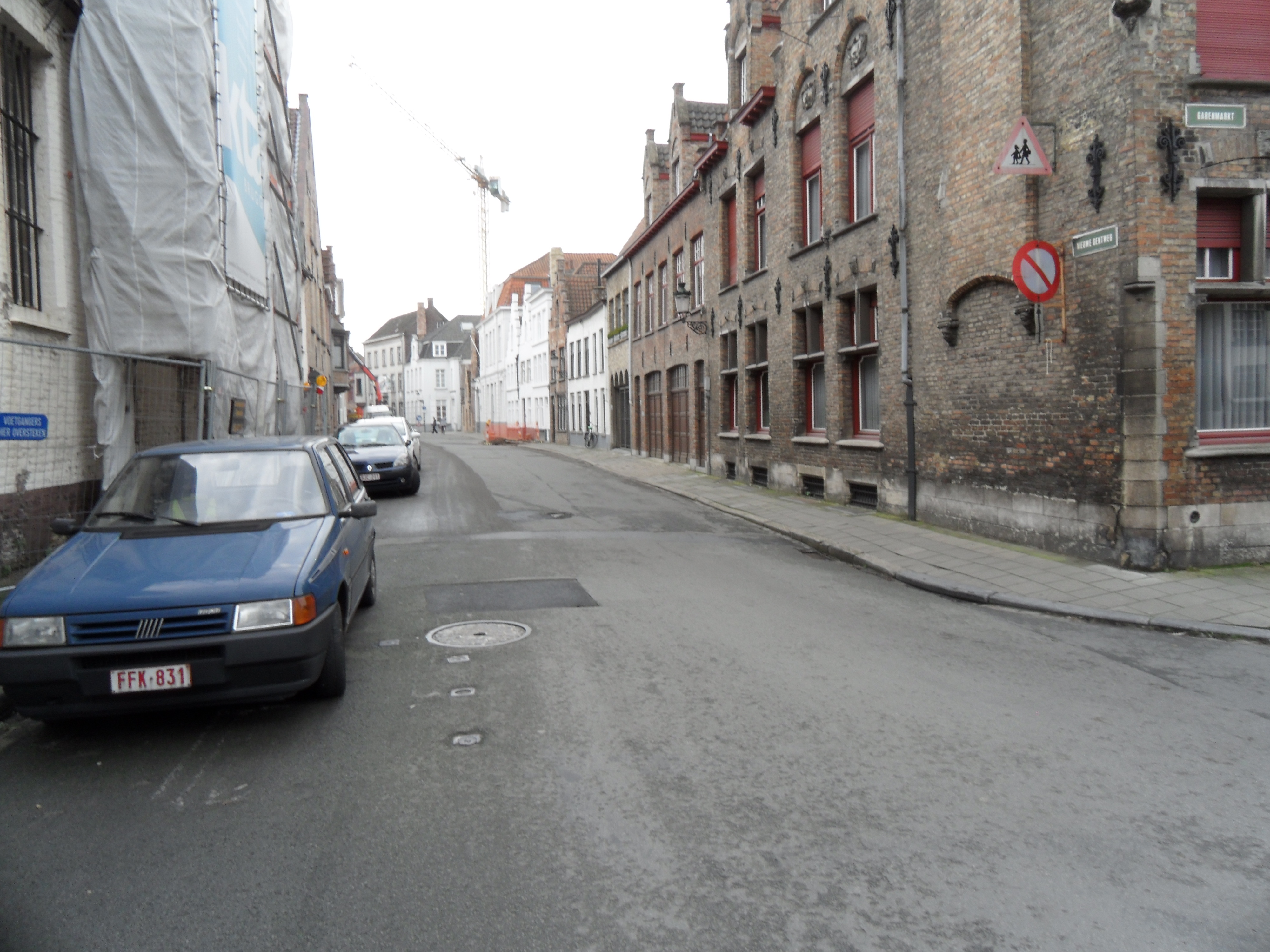
Nieuwe Gentweg, richting zuid
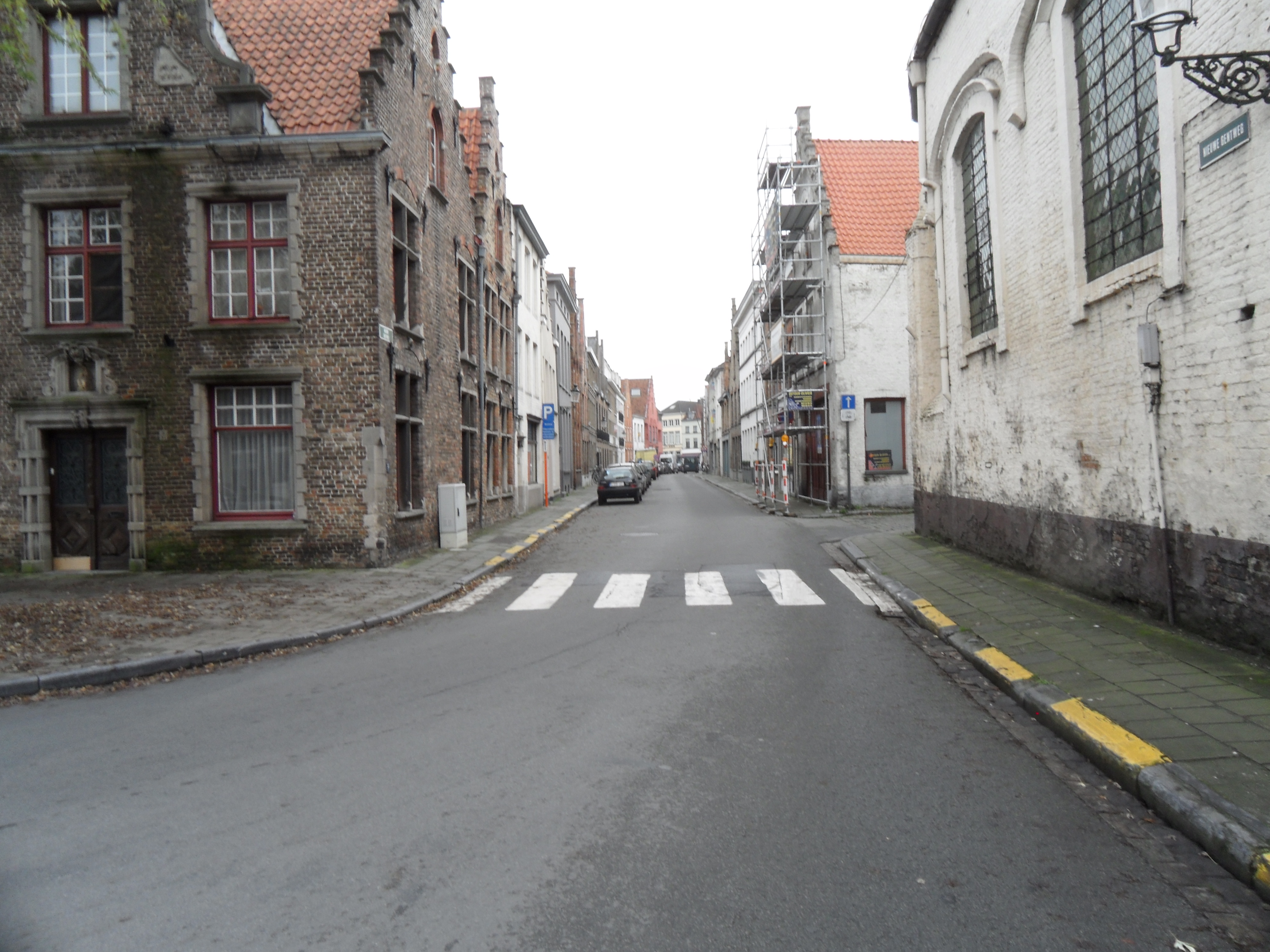
Nieuwe Gentweg, richting noord
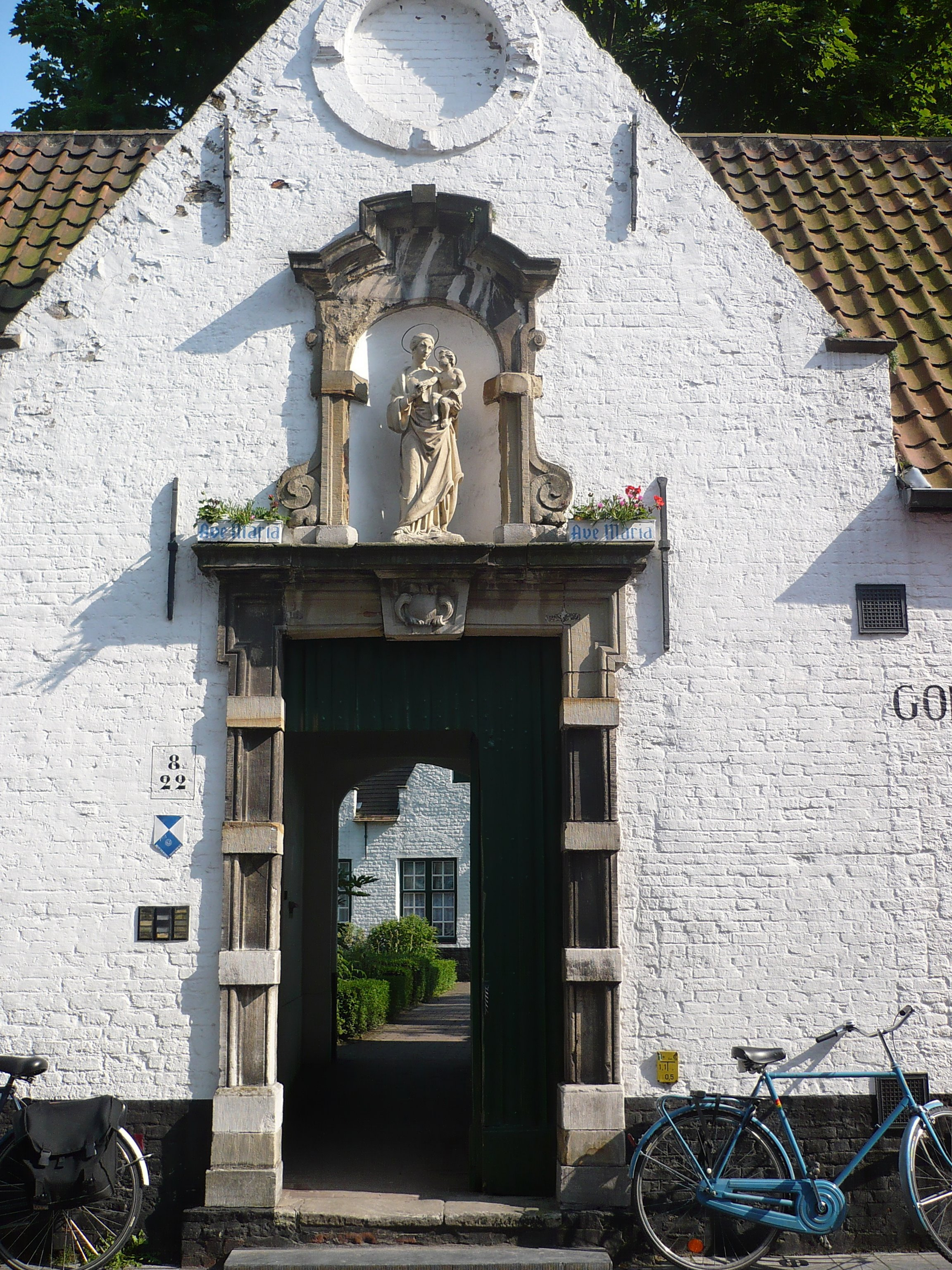
De toegangspoort van godshuis De Muelenaere ligt aan de Nieuwe Gentweg